# Parque Nacional Vulcão Arenal
Parque Nacional Vulcão Arenal (Espanhol:Parque Nacional Volcán Arenal) é uma área protegida da Costa Rica.
Localizado na parte central do país, ele é parte da Área de Conservação Arenal-Tempisque. O parque abriga o Vulcão Arenal, o mais ativo do país, que se acreditava estar dormente até uma grande erupção em 1968. É vizinho ao Lago Arenal, que possui o maior projeto hidroelétrico do país.
O parque também contempla um segundo vulcão, o Chato, cuja cratera possui uma lagoa. É também chamado de Cerro Chato e está inativo por pelo menos 3500 anos - coincidentemente desde a criação e crescimento do Vulcão Arenal. O parque ainda possui acomodações como o Alojamento do Observatório Arenal e também o Museu do Vulcanismo, assim como uma estação de guarda florestal.
O parque foi criado em 1991 e se estende por 2,040 km² dentro da Área de Conservação Arenal-Tempisque, protegendo 8 das 12 zonas de vida e 16 rservas protegidas entre as cordilheiras de Guanacaste e Tilarán, além do Lago Arenal. O parque é mais acessado pela La Fortuna, mas também é facilmente acessado via Tilarán e o norte da baía do Lago Arenal.